# تيد هالستيد
تيد هالستيد (بالإنجليزية: Ted Halstead)‏ هو كاتب أمريكي، ولد في 25 يوليو 1968 في شيكاغو في الولايات المتحدة.